# DDR-Einzelmeisterschaft im Schach 1971
Die 20. DDR-Einzelmeisterschaft im Schach fand im Februar 1971 in Strausberg statt.

## Allgemeines
Hauptschiedsrichter war Arthur Gröbe aus Dresden. Die Teilnehmer hatten sich über das sogenannte Dreiviertelfinale sowie ein System von Vorberechtigungen und Freiplätzen für diese Meisterschaft qualifiziert.

## Meisterschaft der Herren
Das Turnier wurde von den Spielern des Leistungszentrums in Halle dominiert. Dabei gewann Lutz Espig verdient seinen zweiten Titel, auch wenn die Fachpresse Heinz Liebert attestierte, das beste Schach gespielt zu haben. Seine beiden Verlustpartien waren Konzentrationsmängeln in strategisch gewonnenen Stellungen geschuldet. Aus dem Kreis der jüngeren Spieler kamen Lothar Vogt und Rainer Knaak weiter voran. Titelverteidiger Fritz Baumbach fand nicht zu seiner Vorjahresform.

### Abschlusstabelle
|    | Teilnehmer                               | 01 | 02 | 03 | 04 | 05 | 06 | 07 | 08 | 09 | 10 | 11 | 12 | 13 | 14 | 15 | 16 | 17 | 18 | 19 | 20 | Punkte |
| -- | ---------------------------------------- | -- | -- | -- | -- | -- | -- | -- | -- | -- | -- | -- | -- | -- | -- | -- | -- | -- | -- | -- | -- | ------ |
| 01 | Lutz Espig (Buna Halle)                  |    | ½  | 1  | ½  | ½  | 1  | 1  | ½  | ½  | 1  | ½  | ½  | 1  | ½  | 1  | 1  | ½  | 1  | 1  | 1  | 14½    |
| 02 | Burkhard Malich (Buna Halle)             | ½  |    | ½  | ½  | ½  | 1  | ½  | ½  | 1  | 1  | 1  | 1  | 1  | 1  | 0  | 1  | 0  | 1  | 1  | 1  | 14     |
| 03 | Heinz Liebert (Buna Halle)               | 0  | ½  |    | ½  | 1  | 1  | 0  | ½  | ½  | 1  | ½  | 1  | 1  | 1  | 1  | ½  | 1  | 1  | ½  | 1  | 13½    |
| 04 | Lothar Vogt (SG Leipzig)                 | ½  | ½  | ½  |    | 0  | ½  | 1  | 1  | ½  | ½  | ½  | ½  | ½  | 0  | 1  | 1  | ½  | 1  | 1  | ½  | 11½    |
| 05 | Reinhard Postler (Vorwärts Strausberg)   | ½  | ½  | 0  | 1  |    | 1  | 0  | ½  | ½  | ½  | ½  | ½  | ½  | ½  | 1  | 1  | 1  | 1  | ½  | ½  | 11½    |
| 06 | Manfred Böhnisch (SG Leipzig)            | 0  | 0  | 0  | ½  | 0  |    | ½  | 1  | 1  | 1  | ½  | ½  | 1  | 1  | 1  | ½  | ½  | ½  | 1  | 1  | 11½    |
| 07 | Rainer Knaak (SG Leipzig)                | 0  | ½  | 1  | 0  | 1  | ½  |    | 1  | 1  | 1  | ½  | 1  | 0  | 0  | 0  | 0  | 1  | 1  | 1  | ½  | 11     |
| 08 | Gottfried Braun (SG Leipzig)             | ½  | ½  | ½  | 0  | ½  | 0  | 0  |    | 0  | 1  | 1  | ½  | ½  | 1  | 0  | 1  | 1  | 1  | ½  | 1  | 10½    |
| 09 | Manfred Schöneberg (SG Leipzig)          | ½  | 0  | ½  | ½  | ½  | 0  | 0  | 1  |    | 0  | ½  | 1  | ½  | 1  | ½  | ½  | ½  | 1  | 1  | 1  | 10½    |
| 10 | Joachim Brüggemann (Vorwärts Strausberg) | 0  | 0  | 0  | ½  | ½  | 0  | 0  | 0  | 1  |    | ½  | 1  | 1  | ½  | 1  | 1  | ½  | 1  | 1  | ½  | 10     |
| 11 | Fritz Baumbach (DAW Berlin)              | ½  | 0  | ½  | ½  | ½  | ½  | ½  | 0  | ½  | ½  |    | ½  | 1  | 0  | ½  | ½  | ½  | 1  | ½  | 1  | 09½    |
| 12 | Hermann Brameyer (DAW Berlin)            | ½  | 0  | 0  | ½  | ½  | ½  | 0  | ½  | 0  | 0  | ½  |    | 1  | 1  | ½  | 1  | 1  | ½  | ½  | ½  | 09     |
| 13 | Günther Möhring (Buna Halle)             | 0  | 0  | 0  | ½  | ½  | 0  | 1  | ½  | ½  | 0  | 0  | 0  |    | ½  | 1  | 1  | 1  | ½  | ½  | 1  | 08½    |
| 14 | Detlef Neukirch (SG Leipzig)             | ½  | 0  | 0  | 1  | ½  | 0  | 1  | 0  | 0  | ½  | 1  | 0  | ½  |    | ½  | 0  | 1  | 0  | ½  | 1  | 08     |
| 15 | Hartmut Pfeil (Vorwärts Strausberg)      | 0  | 1  | 0  | 0  | 0  | 0  | 1  | 1  | ½  | 0  | ½  | ½  | 0  | ½  |    | 0  | 1  | 1  | 0  | 1  | 08     |
| 16 | Wolfgang Dietze (Buna Halle)             | 0  | 0  | ½  | 0  | 0  | ½  | 1  | 0  | ½  | 0  | ½  | 0  | 0  | 1  | 1  |    | 1  | ½  | ½  | ½  | 07½    |
| 17 | Karl-Heinz Lehmann (Fortschritt Forst)   | ½  | 1  | 0  | ½  | 0  | ½  | 0  | 0  | ½  | ½  | ½  | 0  | 0  | 0  | 0  | 0  |    | 0  | 1  | 1  | 06     |
| 18 | Anton Csulits (Buna Halle)               | 0  | 0  | 0  | 0  | 0  | ½  | 0  | 0  | 0  | 0  | 0  | ½  | ½  | 1  | 0  | ½  | 1  |    | 1  | 1  | 06     |
| 19 | Hermann Schmidt (Chemie Lützkendorf)     | 0  | 0  | ½  | 0  | ½  | 0  | 0  | ½  | 0  | 0  | ½  | ½  | ½  | ½  | 1  | ½  | 0  | 0  |    | 0  | 05     |
| 20 | Wolfram Heinig (SG Leipzig)              | 0  | 0  | 0  | ½  | ½  | 0  | ½  | 0  | 0  | ½  | 0  | ½  | 0  | 0  | 0  | ½  | 0  | 0  | 1  |    | 04     |

### Dreiviertelfinale
Das Dreiviertelfinale der Herren fand im August 1970 im Schachdorf Ströbeck statt. Unter den Partien stach zumindest statistisch die 18 Stunden währende Auseinandersetzung zwischen Schmidt und Jacobs heraus, die Ersterer nach 168 Zügen gewann.
Gruppe A
|    | Teilnehmer         | 01 | 02 | 03 | 04 | 05 | 06 | 07 | 08 | 09 | 10 | Punkte |
| -- | ------------------ | -- | -- | -- | -- | -- | -- | -- | -- | -- | -- | ------ |
| 01 | Lutz Espig         |    | 1  | 0  | 1  | 1  | 1  | 1  | 1  | 1  | 1  | 8      |
| 02 | Hermann Brameyer   | 0  |    | ½  | ½  | 1  | ½  | 1  | 1  | ½  | 1  | 6      |
| 03 | Karl-Heinz Lehmann | 1  | ½  |    | 0  | ½  | ½  | ½  | ½  | 1  | ½  | 5      |
| 04 | Günter Heinsohn    | 0  | ½  | 1  |    | 1  | 1  | 0  | ½  | ½  | ½  | 5      |
| 05 | Christian August   | 0  | 0  | ½  | 0  |    | ½  | 1  | ½  | ½  | 1  | 4      |
| 06 | Tilo Schulz        | 0  | ½  | ½  | 0  | ½  |    | 1  | ½  | 0  | ½  | 3½     |
| 07 | Rainer Siegmund    | 0  | 0  | ½  | 1  | 0  | 0  |    | ½  | ½  | 1  | 3½     |
| 08 | Rüdiger Frohß      | 0  | 0  | ½  | ½  | ½  | ½  | ½  |    | 1  | 0  | 3½     |
| 09 | Gerd Lorenz        | 0  | ½  | 0  | ½  | ½  | 1  | ½  | 0  |    | ½  | 3½     |
| 10 | Harry Wittig       | 0  | 0  | ½  | ½  | 0  | ½  | 0  | 1  | ½  |    | 3      |

Gruppe B
|   | Teilnehmer         | 01 | 02 | 03 | 04 | 05 | 06 | 07 | 08 | 09 | Punkte |
| - | ------------------ | -- | -- | -- | -- | -- | -- | -- | -- | -- | ------ |
| 1 | Günther Möhring    |    | ½  | 1  | ½  | 1  | 1  | 1  | 1  | 1  | 7      |
| 2 | Reinhard Postler   | ½  |    | 1  | ½  | ½  | 1  | 1  | ½  | 1  | 6      |
| 3 | Hermann Schmidt    | 0  | 0  |    | ½  | ½  | 1  | 1  | 1  | 1  | 5      |
| 4 | Joachim Brüggemann | ½  | ½  | ½  |    | ½  | 0  | ½  | 1  | 1  | 4½     |
| 5 | Manfred Müller     | 0  | ½  | ½  | ½  |    | 0  | 1  | ½  | 1  | 4      |
| 6 | Joachim Jacobs     | 0  | 0  | 0  | 1  | 1  |    | 0  | 1  | 1  | 4      |
| 7 | Günter Walter      | 0  | 0  | 0  | ½  | 0  | 1  |    | 0  | ½  | 2      |
| 8 | Siegfried Landgraf | 0  | ½  | 0  | 0  | ½  | 0  | 1  |    | 0  | 2      |
| 9 | Werner Granitzki   | 0  | 0  | 0  | 0  | 0  | 0  | ½  | 1  |    | 1½     |

Gruppe C
|    | Teilnehmer        | 01 | 02 | 03 | 04 | 05 | 06 | 07 | 08 | 09 | 10 | Punkte |
| -- | ----------------- | -- | -- | -- | -- | -- | -- | -- | -- | -- | -- | ------ |
| 01 | Werner Golz       |    | 1  | ½  | ½  | 1  | ½  | ½  | 1  | 1  | ½  | 6½     |
| 02 | Lutz Wehnert      | 0  |    | 1  | 1  | ½  | ½  | 1  | ½  | 1  | ½  | 6      |
| 03 | Gottfried Braun   | ½  | 0  |    | ½  | 1  | ½  | 1  | 1  | 1  | ½  | 6      |
| 04 | Manfred Böhnisch  | ½  | 0  | ½  |    | 0  | 1  | 1  | 1  | ½  | 1  | 5½     |
| 05 | Albert Zirngibl   | 0  | ½  | 0  | 1  |    | ½  | 0  | 1  | 1  | 1  | 5      |
| 06 | Harald Darius     | ½  | ½  | ½  | 0  | ½  |    | ½  | ½  | ½  | 1  | 4½     |
| 07 | Wilfried Heinsohn | ½  | 0  | 0  | 0  | 1  | ½  |    | 1  | ½  | 1  | 4½     |
| 08 | Reinhard Gley     | 0  | ½  | 0  | 0  | 0  | ½  | 0  |    | 1  | 1  | 3      |
| 09 | Klaus Müller      | 0  | 0  | 0  | ½  | 0  | ½  | ½  | 0  |    | 1  | 2½     |
| 10 | Waleri Goldberg   | ½  | ½  | ½  | 0  | 0  | 0  | 0  | 0  | 0  |    | 1½     |

## Meisterschaft der Damen
Christina Hölzlein verteidigte ihren Titel erfolgreich. In Eveline Nünchert und Gabriele Just hatte sie bis zuletzt ernsthafte Rivalinnen. Die Leistungen der übrigen Jugendspielerinnen waren noch zu unausgeglichen, um in den Kampf an der Spitze einzugreifen. Schon die Leistung der Vierten Waltraud Nowarra wurde in der Fachpresse als "mäßig" kritisiert.

### Abschlusstabelle
|    | Teilnehmer                              | 01 | 02 | 03 | 04 | 05 | 06 | 07 | 08 | 09 | 10 | 11 | 12 | 13 | 14 | Punkte |
| -- | --------------------------------------- | -- | -- | -- | -- | -- | -- | -- | -- | -- | -- | -- | -- | -- | -- | ------ |
| 01 | Christina Hölzlein (Chemie Lützkendorf) |    | ½  | ½  | ½  | ½  | 1  | 1  | 0  | ½  | 1  | 1  | 1  | 1  | 1  | 9½     |
| 02 | Gabriele Just (Lok Mitte Leipzig)       | ½  |    | ½  | ½  | ½  | 1  | ½  | ½  | 1  | 1  | ½  | ½  | 1  | 1  | 9      |
| 03 | Eveline Nünchert (Wissenschaft Potsdam) | ½  | ½  |    | ½  | ½  | 0  | ½  | 1  | ½  | 1  | 1  | 1  | ½  | 1  | 8½     |
| 04 | Waltraud Nowarra (Post Dresden)         | ½  | ½  | ½  |    | ½  | ½  | 1  | ½  | ½  | ½  | ½  | 1  | 1  | ½  | 8      |
| 05 | Irene Winter (Motor Weimar)             | ½  | ½  | ½  | ½  |    | 1  | ½  | ½  | ½  | ½  | 1  | ½  | 1  | 0  | 7½     |
| 06 | Jutta Scholz (Buna Halle)               | 0  | 0  | 1  | ½  | 0  |    | ½  | ½  | 1  | ½  | ½  | 1  | 1  | 1  | 7½     |
| 07 | Marion Worch (Buna Halle)               | 0  | ½  | ½  | 0  | ½  | ½  |    | ½  | ½  | 1  | 1  | 1  | 0  | 1  | 7      |
| 08 | Lieselotte Janssen (Chemie Colditz)     | 1  | ½  | 0  | ½  | ½  | ½  | ½  |    | ½  | 0  | ½  | ½  | ½  | 1  | 6½     |
| 09 | Brigitte Hofmann (Buna Halle)           | ½  | 0  | ½  | ½  | ½  | 0  | ½  | ½  |    | 0  | ½  | 0  | 1  | 1  | 5½     |
| 10 | Heidrun Bade (DAW Berlin)               | 0  | 0  | 0  | ½  | ½  | ½  | 0  | 1  | 1  |    | ½  | 0  | ½  | 1  | 5½     |
| 11 | Hannelore Pähtz (Medizin Erfurt)        | 0  | ½  | 0  | ½  | 0  | ½  | 0  | ½  | ½  | ½  |    | ½  | 1  | ½  | 5      |
| 12 | Annett Michel (Buna Halle)              | 0  | ½  | 0  | 0  | ½  | 0  | 0  | ½  | 1  | 1  | ½  |    | 0  | 1  | 5      |
| 13 | Gisela Tragsdorf (SG Leipzig)           | 0  | 0  | ½  | 0  | 0  | 0  | 1  | ½  | 0  | ½  | 0  | 1  |    | 1  | 4½     |
| 14 | Irmgard Helm (DAW Berlin)               | 0  | 0  | 0  | ½  | 1  | 0  | 0  | 0  | 0  | 0  | ½  | 0  | 0  |    | 2      |

### Dreiviertelfinale
Das Dreiviertelfinale der Damen fand im Juli 1970 in Dresden statt. Schiedsrichter war Arthur Gröbe aus der Gastgeberstadt. In der Gruppe A gewann Irene Winter sicher trotz einer Niederlage zum Auftakt. Im Bericht der Zeitschrift "Schach" wird auch die mit 67 Jahren älteste Teilnehmerin, Frau Püschel, hervorgehoben. Sie habe oft vorteilhafte Stellungen erreicht, jedoch nicht die ausreichende Kondition gehabt, diese auch umzusetzen. In der zweiten Gruppe startete Gisela Tragsdorf sogar mit zwei Niederlagen, ließ dann aber nur noch Siege folgen.
Gruppe A
|   | Teilnehmer                                  | 01 | 02 | 03 | 04 | 05 | 06 | 07 | 08 | 09 | Punkte |
| - | ------------------------------------------- | -- | -- | -- | -- | -- | -- | -- | -- | -- | ------ |
| 1 | Irene Winter (Motor Weimar)                 |    | 0  | 1  | 1  | 1  | 1  | 1  | 1  | 1  | 7      |
| 2 | Irmgard Helm (DAW Berlin)                   | 1  |    | ½  | 0  | ½  | 1  | 1  | ½  | 1  | 5½     |
| 3 | Lieselotte Janssen (Chemie Colditz)         | 0  | ½  |    | 1  | 1  | ½  | ½  | ½  | 1  | 5      |
| 4 | Heidrun Bade (DAW Berlin)                   | 0  | 1  | 0  |    | ½  | 0  | 1  | 1  | 1  | 4½     |
| 5 | Schuster (Lok Dresden)                      | 0  | ½  | 0  | ½  |    | 1  | ½  | 1  | 1  | 4½     |
| 6 | Vera Reich-Kunath (Motor West Zella-Mehlis) | 0  | 0  | ½  | 1  | 0  |    | ½  | 1  | ½  | 3½     |
| 7 | Christine Ehnert (Eintracht Seiffen)        | 0  | 0  | ½  | 0  | ½  | ½  |    | 1  | 1  | 3½     |
| 8 | Evelyn Bieberle (Motor SO Magdeburg)        | 0  | ½  | ½  | 0  | 0  | 0  | 0  |    | 1  | 2      |
| 9 | Luise Püschel (TSG Meyenburg)               | 0  | 0  | 0  | 0  | 0  | ½  | 0  | 0  |    | 0½     |

Gruppe B
|    | Teilnehmer                              | 01 | 02 | 03 | 04 | 05 | 06 | 07 | 08 | 09 | 10 | Punkte |
| -- | --------------------------------------- | -- | -- | -- | -- | -- | -- | -- | -- | -- | -- | ------ |
| 01 | Jutta Scholz (Buna Halle)               |    | ½  | 1  | ½  | 1  | ½  | ½  | 1  | 1  | 1  | 7      |
| 02 | Marion Pötzsch (Buna Halle)             | ½  |    | 1  | 0  | 1  | 1  | ½  | 1  | 1  | 1  | 7      |
| 03 | Gisela Tragsdorf (SG Leipzig)           | 0  | 0  |    | 1  | 1  | 1  | 1  | 1  | 1  | 1  | 7      |
| 04 | Annett Michel (Buna Halle)              | ½  | 1  | 0  |    | ½  | 1  | 1  | ½  | 1  | 1  | 6½     |
| 05 | Sigrid Raue (Motor Weimar)              | 0  | 0  | 0  | ½  |    | 1  | 1  | 1  | ½  | 1  | 5      |
| 06 | Renate Maczuga (Lok Rostock)            | ½  | 0  | 0  | 0  | 0  |    | 0  | 1  | 1  | 1  | 3½     |
| 07 | Sabine Franzke (Fortschritt Nord Forst) | ½  | ½  | 0  | 0  | 0  | 1  |    | 1  | 0  | 0  | 3      |
| 08 | Magda Degen (Medizin Bad Elster)        | 0  | 0  | 0  | ½  | 0  | 0  | 0  |    | 1  | 1  | 2½     |
| 09 | Helmi Walter (Motor Wildau)             | 0  | 0  | 0  | 0  | ½  | 0  | 1  | 0  |    | 1  | 2½     |
| 10 | Henker (Robotron Radeberg)              | 0  | 0  | 0  | 0  | 0  | 0  | 1  | 0  | 0  |    | 1      |

## Jugendmeisterschaften
| Altersklasse | männlich                                                        | weiblich                          |
| ------------ | --------------------------------------------------------------- | --------------------------------- |
| Schüler C    | Tilo Abel (Bezirk Halle)                                        | Kerstin Wehrmann (Bezirk Leipzig) |
| Schüler B    | Thomas Casper (Jena), Uwe Leichsenring (Bezirk Karl-Marx-Stadt) | Anja Fischer (Bezirk Halle)       |
| Schüler A    | Thomas Pähtz (Erfurt)                                           | Karin Bröder (Buna Halle)         |
| Jugend       | Hans-Ulrich Grünberg (Lok Schwerin)                             | Hannelore Pähtz (Medizin Erfurt)  |